# Cassie Bernall
Cassie René Bernall (6 de novembro de 1981 – 20 de abril de 1999) era uma aluna que foi morta no Massacre de Columbine, aos 17 anos.
Relatórios iniciais disseram que Eric Harris perguntou se Cassie Bernall acreditava em Deus, momentos antes de atirar nela, matando-a. Ela teria respondido "Sim". Esta história fez com que Cassie fosse considerada um mártir por alguns cristãos, e serviu como inspiração para várias músicas, incluindo "Cassie", da banda Flyleaf, e "This Is Your Time", do cantor Michael W. Smith; o vídeoclipe da música "This Is Your Time" inclui um pequeno vídeo no início, de Cassie Bernall falando sobre suas crenças.
Em setembro de 2000, a mãe de Cassie, Misty, lançou um livro chamado She Said Yes: The Unlikely Martyrdom of Cassie Bernall. Nele, Misty descreve a vida adolescente agitada de sua filha, a conversão espiritual e o martírio, e Cassie é citada por seu amigo por ter dito: "Não há nenhuma outra maneira que eu possa amar a Deus".
A maioria das testemunhas declararam que Eric Harris não perguntou nada a Cassie antes dela ser baleada. Segundo a testemunha Emily Wyant, que estava escondida debaixo da mesma mesa que Cassie, Eric Harris disse "Achou", antes de atirar em Cassie, enquanto Cassie continuava rezando em voz alta.
Ficou documentado que houve uma troca de palavras semelhante entre Dylan Klebold e Valeen Schnurr, uma aluna que foi baleada na biblioteca naquele dia. Alguns especularam que essa troca de palavras foi atribuída por engano a Cassie Bernall.